# Molo Palanga
Molo Palanga, nazývané také Pier Palanga a lotyšsky Palangos tiltas nebo Palangos pėsčiųjų tiltas, je populární molo na pobřeží Baltského moře ve městě Palanga v západní Litvě.

## Další informace
První molo, postavené převážně z bludných balvanů, vzniklo v roce 1589, poté co Angličané získali od polského a švédského krále Zikmunda III. Vasy právo rozšířit místní přístav. Novější molo vzniklo v roce 1882 za účelem potřeby přístavu pro vývoz produkce místních cihel. Nákladní doprava pak zanikla a od roku 1892 se molo stalo oblíbenou turistickou destinací. Čas, mořské vlny a vítr zpustošily původní konstrukci a v roce 1998 bylo postaveno nejnovější molo a to dřevěné na betonových pilotách. Má délku 470 metrů s půdorysem tvaru písmena „L“. U mola se nacházejí pláže a místo je celoročně volně přístupné.

## Galerie

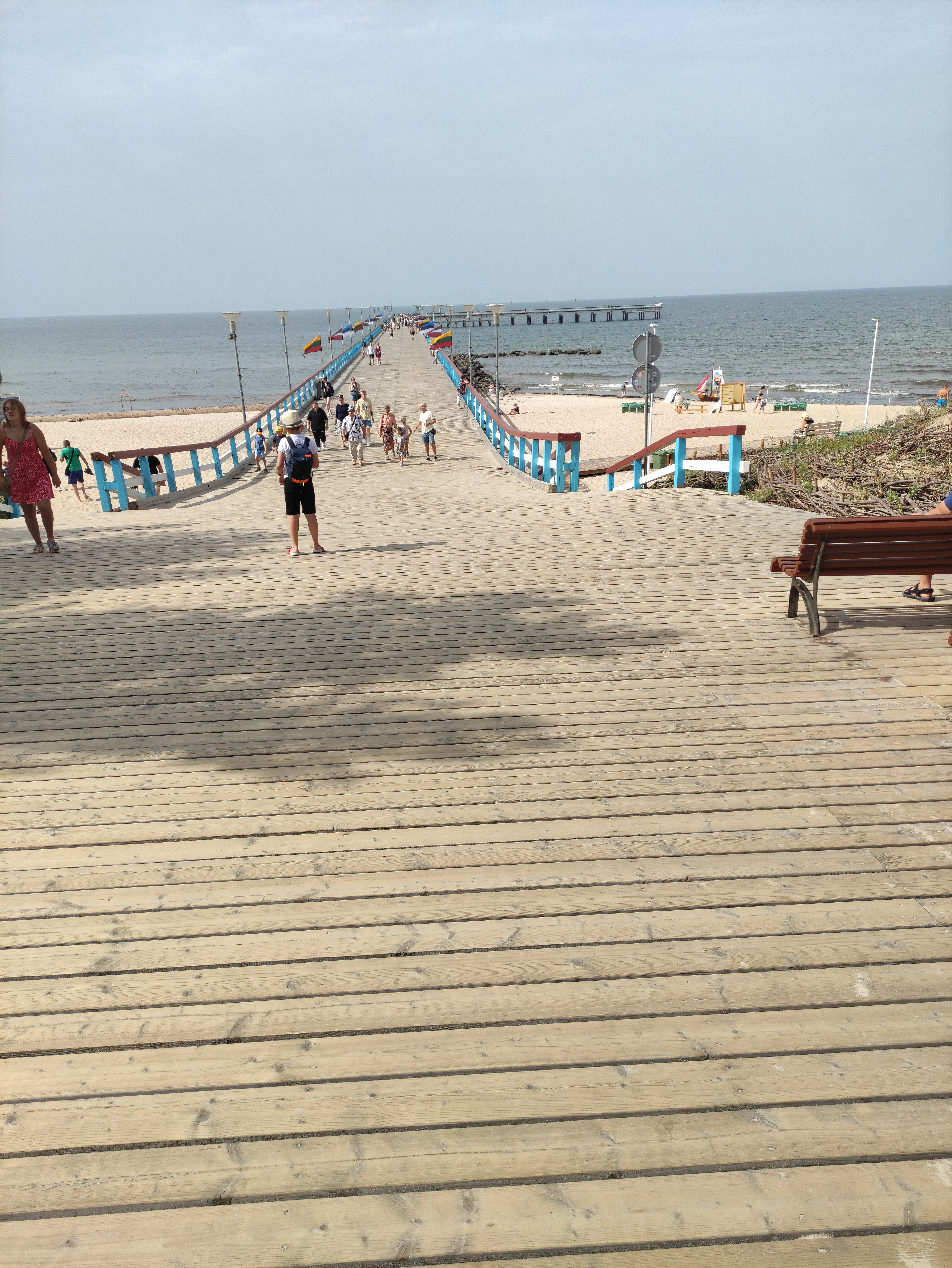
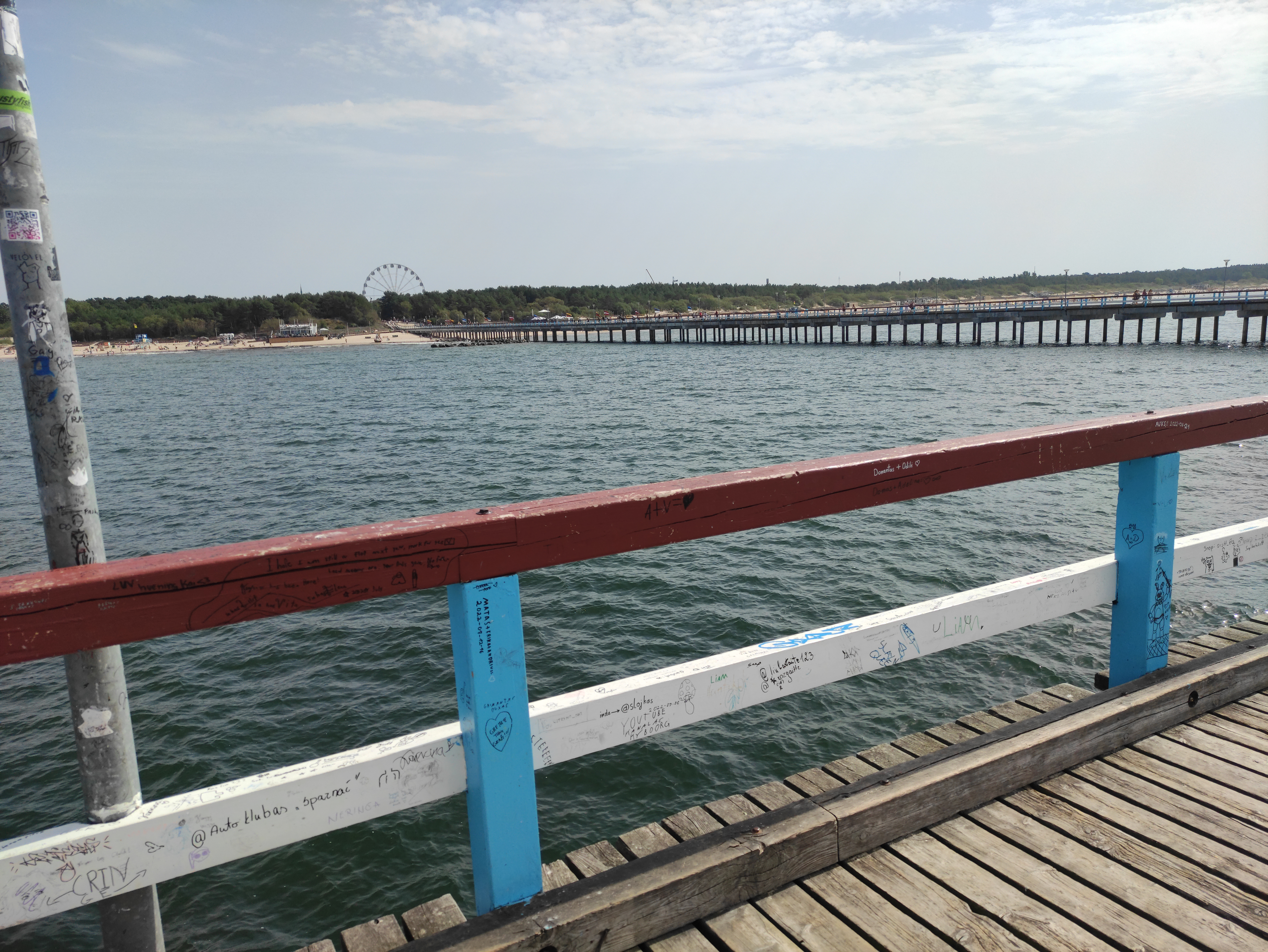
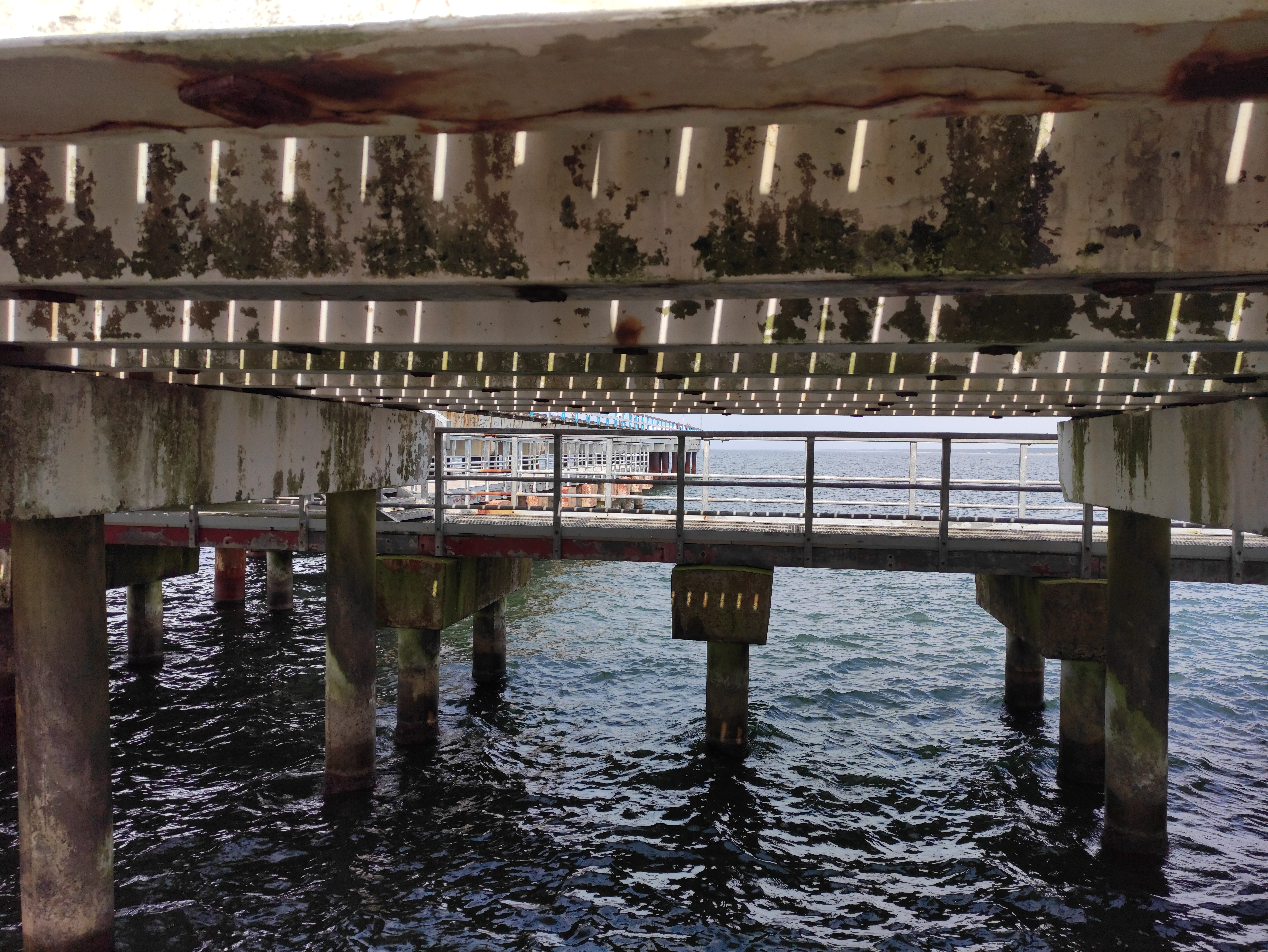
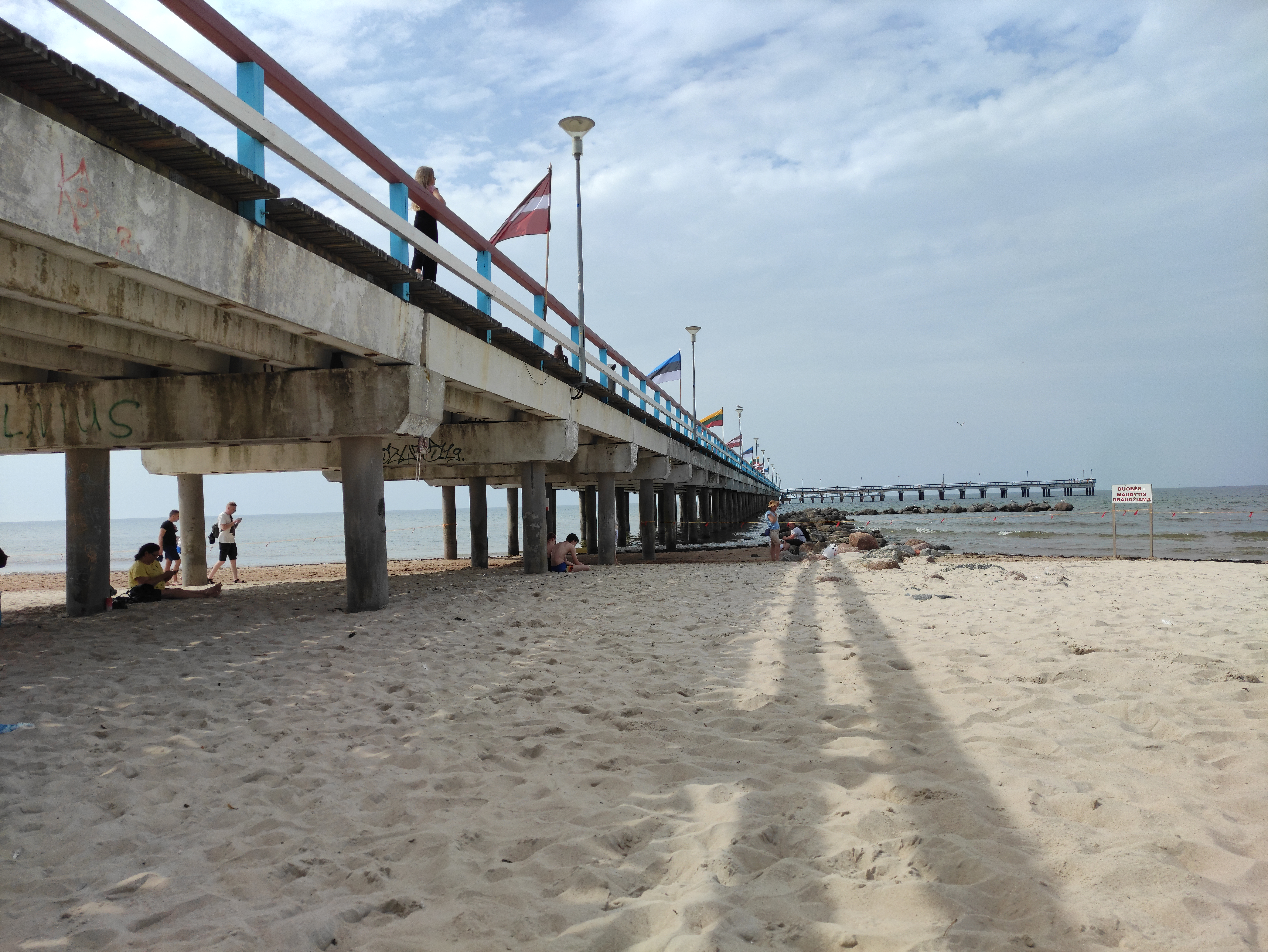
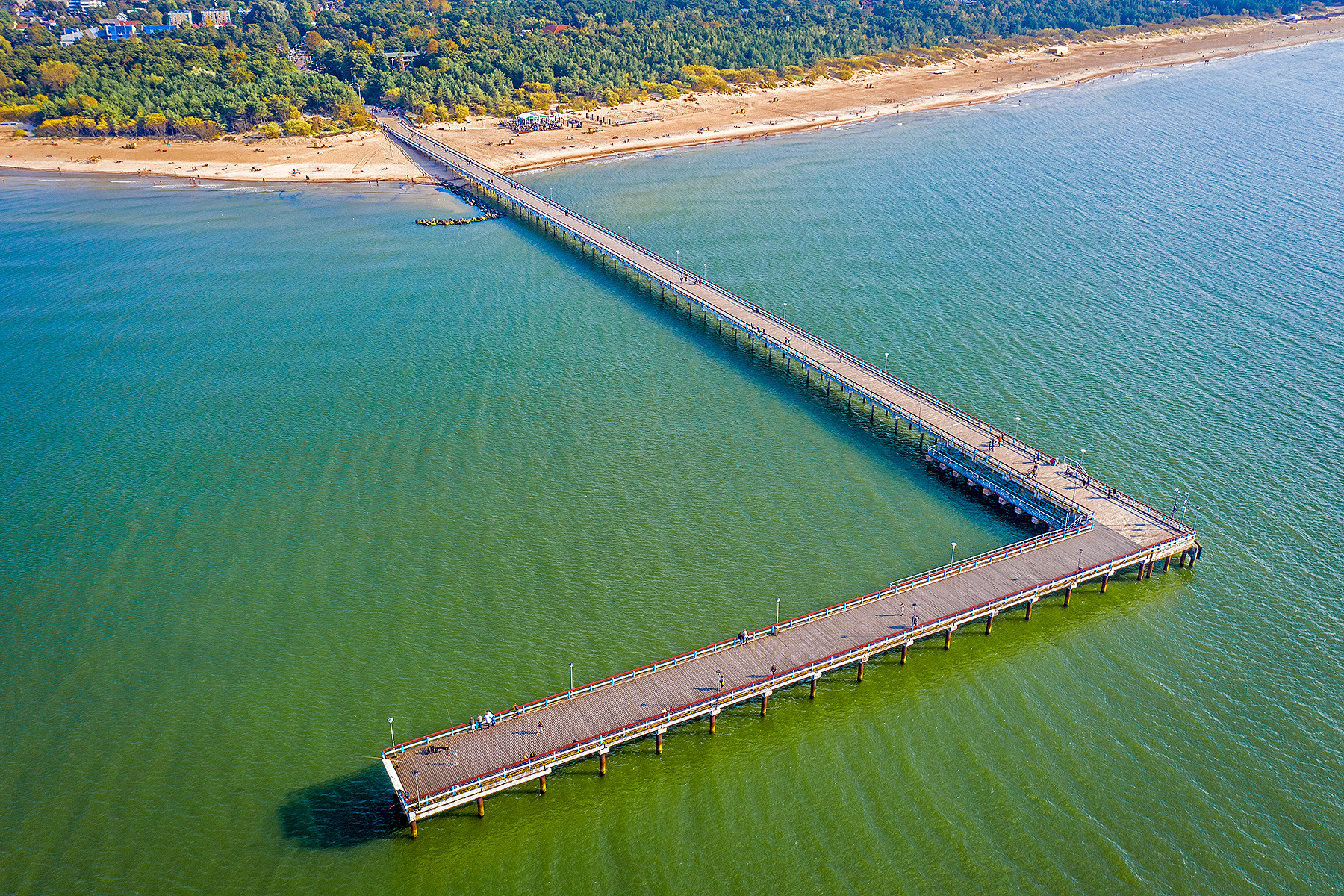
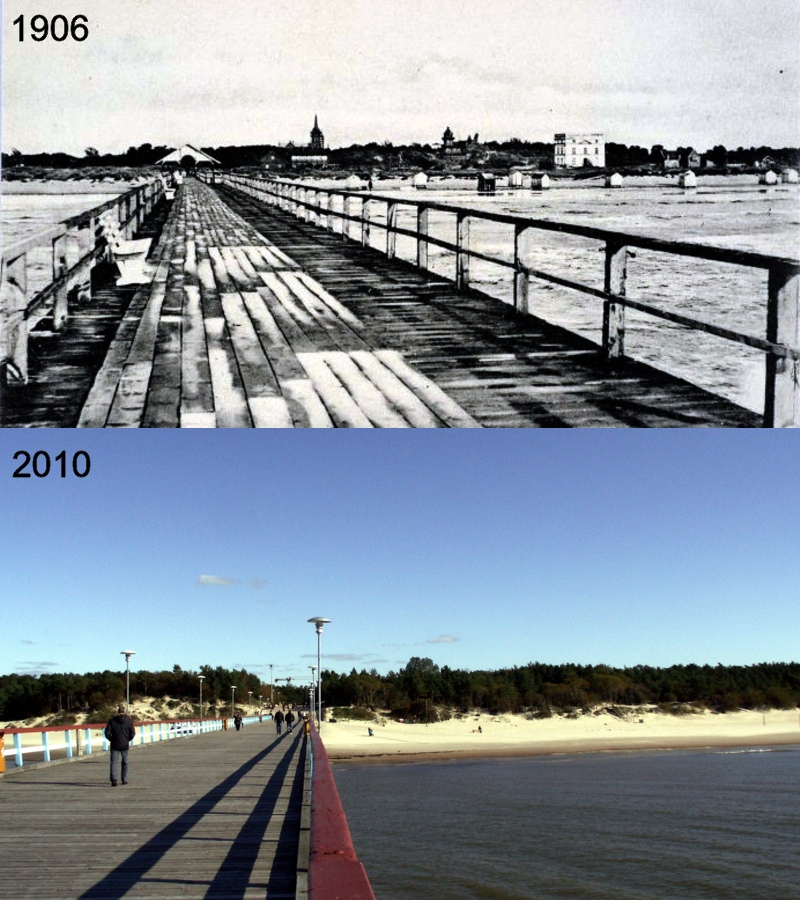